# Didone
Ne doit pas être confondu avec La Didone.

Les didones, peu utilisées en bureautique : la hampe du « t », plate à sa partie supérieure, est caractéristique du « Didot »

La famille typographique des didones (selon la classification Vox-Atypi) se caractérise par des empattements rectilignes et des déliés d’une extrême finesse. Leur apparition, à la fin du XVIIIe siècle, résultait moins d’un progrès dans l’art des graveurs que dans l’apparition d’une nouvelle qualité de papier vergé, et d’encres à séchage rapide, évitant de faire « baver » les lettres,.
Associées dès le règne de Napoléon à une typographie « à la française », les didones furent massivement utilisées en France de 1810 aux années 1950 pour les imprimés règlementaires, les manuels scolaires, et une grande partie de l’édition scientifique. Mais à la faveur de la bureautique, l’emploi de cette famille de polices a largement régressé, même en France : une des principales causes est sans doute la résolution trop faible des écrans d’ordinateur, qui « gomme » ou « crénèle » les déliés.
Se rattachent à la famille des didones les polices suivantes :
- les Didot millimétriques de l’Imprimerie nationale (gravés entre 1811 et 1823 par Firmin Didot) ;
- le Marcellin-Legrand dit « Bulletin » dessiné pour Monotype ;
- les Bodoni par Giambattista Bodoni, un peu plus gras que les précédents, et que l’on trouve assez souvent dans les suites bureautiques ;
- fonte Computer Modern, dessinée par Donald Knuth et livrée avec LaTeX, est presque[3] une didone ;
- les Walbaum par Justus Erich Walbaum.